# Balıkesir
Balıkesir (bis 1926 Karesi, griechisch Μπαλικεσίρ Mpalikesír) ist eine türkische Stadt zwischen Bursa und Izmir und Hauptstadt der gleichnamigen Provinz Balıkesir. Seit der Gebietsreform 2013 ist die Stadt eine Büyükşehir belediyesi (Großstadtkommune) und damit flächen- und einwohnermäßig identisch mit der Provinz. Der gleichnamige zentrale Landkreis wurde aufgelöst und in die neuen İlçe Altıeylül und Karesi aufgeteilt. Der Name der Stadt leitet sich vom griechischen Παλαιοκάστρον (Palaiokastron, deutsch: alte Burg) ab.
Die Gegend ist bekannt für Gemüse- und Obstanbau, in der Umgebung gibt es einige bekannte Thermalanlagen.
In der Umgebung liegen die antiken Städte Argyria (Agissa, Argiza), Skepsis und Ergasteria sowie der Berg Ida, von dem Zeus die Kämpfe um Troja beobachtet haben soll. Die antike Makestosbrücke liegt auf der Wegstrecke zwischen Balıkesir und Miletopolis.
Balıkesir war eine Zeit lang Teil des türkischen Beyliks Karesi, später das Vilâyet Karesi und trug diesen Namen als Provinz bis zum Jahr 1926. Hier befindet sich die historische, 1461 errichtete Moschee des Zaganos Pascha. Die nahegelegene İkizcetepeler-Talsperre wurde 1992 erbaut.
Seit November 2006 ist Balıkesir Partnerstadt der deutschen Stadt Schwäbisch Hall.

## Klimatabelle
|                        | Jan  | Feb  | Mär  | Apr  | Mai  | Jun  | Jul  | Aug  | Sep  | Okt  | Nov  | Dez  |   |       |
| Mittl. Temperatur (°C) | 4,8  | 5,7  | 7,9  | 13,1 | 18,2 | 23,0 | 24,9 | 25,0 | 21,1 | 16,6 | 9,9  | 6,6  | ⌀ | 14,8  |
| Mittl. Tagesmax. (°C)  | 8,8  | 10,4 | 13,2 | 19,1 | 24,2 | 29,3 | 30,8 | 31,1 | 28,0 | 22,7 | 15,0 | 9,9  | ⌀ | 20,3  |
| Mittl. Tagesmin. (°C)  | 1,1  | 1,5  | 3,1  | 7,4  | 12,1 | 16,1 | 18,4 | 18,9 | 14,5 | 11,0 | 5,4  | 3,1  | ⌀ | 9,4   |
|                        |      |      |      |      |      |      |      |      |      |      |      |      |   |       |
| Niederschlag (mm)      | 47,9 | 54,1 | 65,1 | 55,7 | 46,5 | 16,2 | 10,0 | 9,4  | 20,7 | 44,4 | 67,0 | 87,2 | Σ | 524,2 |
|                        |      |      |      |      |      |      |      |      |      |      |      |      |   |       |
| Sonnenstunden (h/d)    | 3,0  | 3,6  | 4,4  | 5,7  | 7,2  | 9,2  | 9,5  | 9,0  | 7,8  | 5,2  | 3,5  | 1,7  | ⌀ | 5,8   |
|                        |      |      |      |      |      |      |      |      |      |      |      |      |   |       |
| Regentage (d)          | 13,3 | 13,6 | 12,5 | 11,0 | 10,9 | 5,0  | 3,6  | 2,1  | 2,8  | 8,0  | 10,3 | 14,8 | Σ | 107,9 |

| 1,1 |

| 1,5 |

| 3,1 |

| 7,4 |

| 12,1 |

| 16,1 |

| 18,4 |

| 18,9 |

| 14,5 |

| 11,0 |

| 5,4 |

| 3,1 |

| 1,1 |

| 1,5 |

| 3,1 |

| 7,4 |

| 12,1 |

| 16,1 |

| 18,4 |

| 18,9 |

| 14,5 |

| 11,0 |

| 5,4 |

| 3,1 |

## Bevölkerungsentwicklung der Stadt

### Ab 2009
Die Zahlen basieren auf dem 2007 eingeführten adressbasierten Einwohnerregister (ADNKS).
| Region                | 2009                 | 2010                 | 2011                 | 2012                 | 2013                              | 2014                              | 2015                              | 2016                              | 2017                              | 2018                              | 2019                              | 2020                              |
| --------------------- | -------------------- | -------------------- | -------------------- | -------------------- | --------------------------------- | --------------------------------- | --------------------------------- | --------------------------------- | --------------------------------- | --------------------------------- | --------------------------------- | --------------------------------- |
| Kernstadt             | Altıeylül + Karesi ⇒ | Altıeylül + Karesi ⇒ | Altıeylül + Karesi ⇒ | Altıeylül + Karesi ⇒ | 232.011                           | 240.656                           | 241.288                           | 244.834                           | 246.936                           | 252.076                           | 253.804                           | 255.922                           |
| Şehir (Stadt)         | 259.157              | 265.747              | 263.000              | 267.903              |                                   |                                   |                                   |                                   |                                   |                                   |                                   |                                   |
| Büyükşehir Belediyesi |                      |                      |                      |                      | 1.162.761                         | 1.189.057                         | 1.186.688                         | 1.196.176                         | 1.204.824                         | 1.226.575                         | 1.228.620                         | 1.240.285                         |
| İl (Provinz)          | 808.102              | 825.980              | 833.434              | 843.028              | ⇐ seit 2013 Büyükşehir Belediyesi | ⇐ seit 2013 Büyükşehir Belediyesi | ⇐ seit 2013 Büyükşehir Belediyesi | ⇐ seit 2013 Büyükşehir Belediyesi | ⇐ seit 2013 Büyükşehir Belediyesi | ⇐ seit 2013 Büyükşehir Belediyesi | ⇐ seit 2013 Büyükşehir Belediyesi | ⇐ seit 2013 Büyükşehir Belediyesi |

### 1927 bis 2020
Nachfolgende Tabelle gibt Auskunft über die Entwicklung der Einwohnerzahlen von Stadt (Şehir), Kreis (İlçe) und Provinz (İl) Balıkesir. Die Zahlen wurden den als PDF-Dateien veröffentlichten Ergebnisse der Volkszählungen der angegebenen Jahre entnommen, abrufbar über die Bibliothek des TURKSTAT (TÜİK) sowie über die Volkszählungsseite des (TÜİK) für die Jahre 1965 bis 2000 (nur in türkischer Sprache)

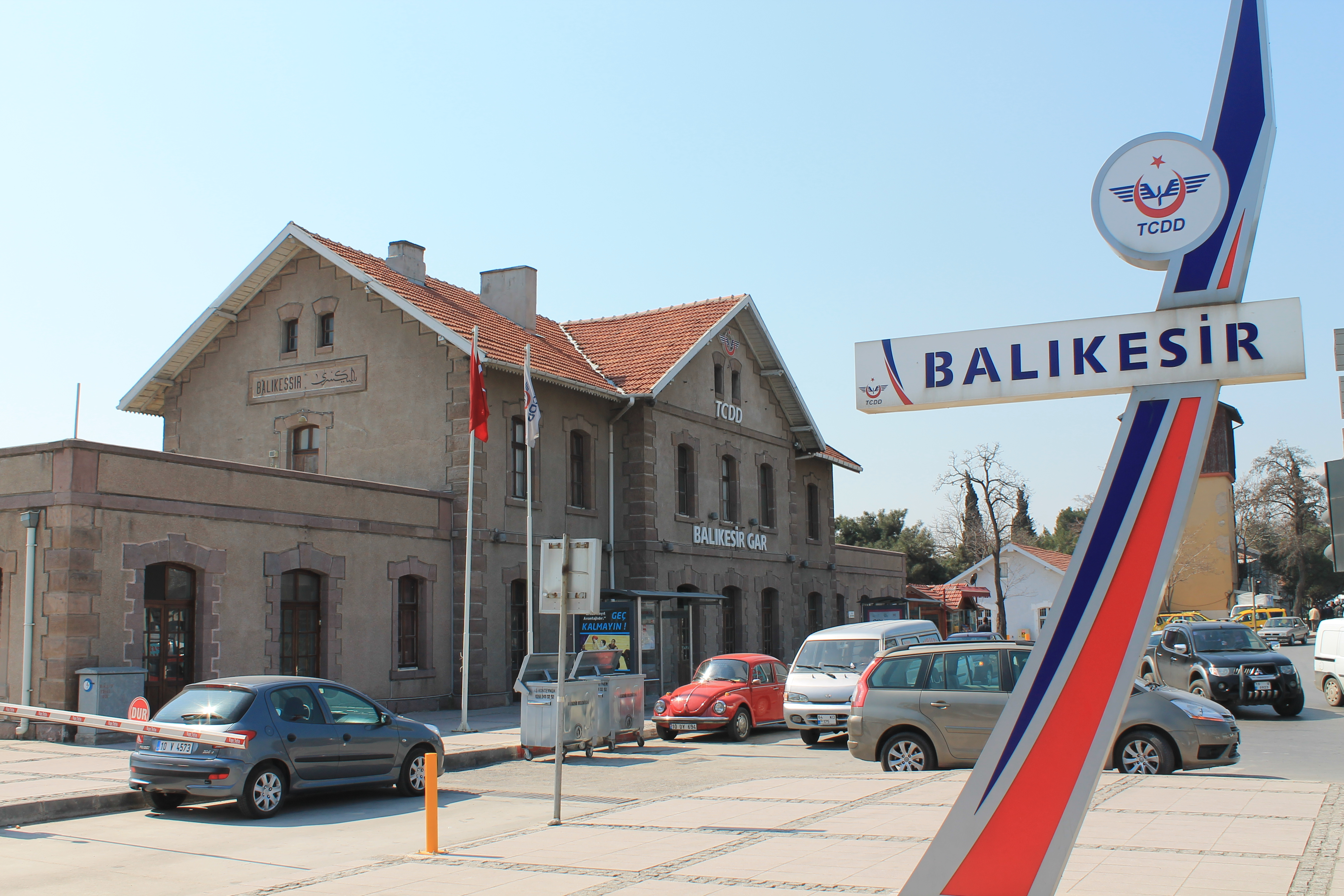
Bahnhof Balıkesir

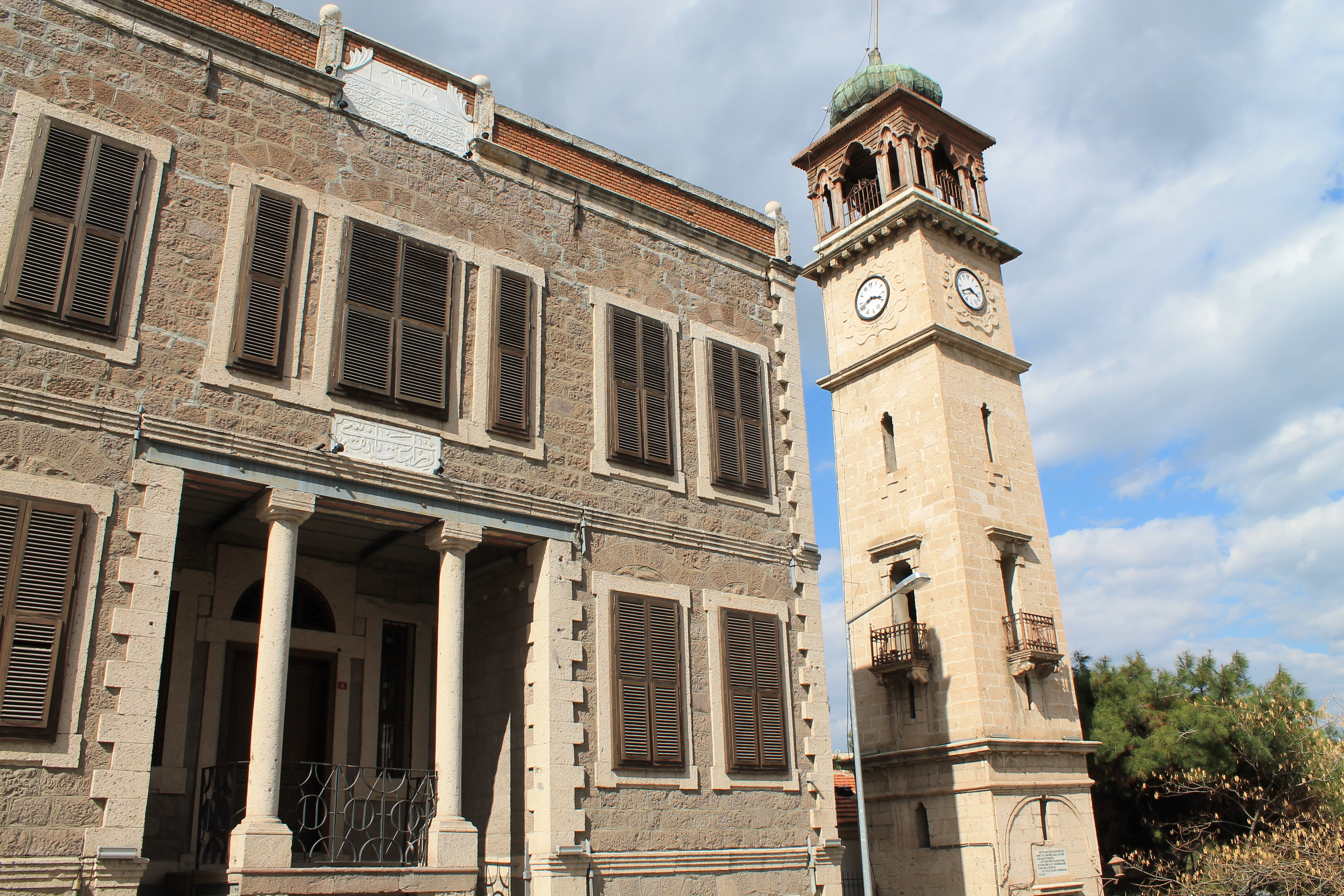
Uhrturm

| Jahr  | 2000      | 1990    | 1985    | 1980    | 1975    | 1970    | 1965    | 1960    | 1955    | 1950    | 1945    | 1940    | 1935    | 1927    |
| ----- | --------- | ------- | ------- | ------- | ------- | ------- | ------- | ------- | ------- | ------- | ------- | ------- | ------- | ------- |
| Şehir | 215.436   | 170.589 | 149.989 | 124.051 | 98.443  | 85.004  | 69.341  | 61.145  | 612.013 | 563.221 | 524.748 | 482.827 | 481.372 | 418.915 |
| İlçe  | 287.709   | 245.651 | 222.589 | 195.899 | 169.932 | 153.996 | 136.694 | 128.152 | 106.869 | 132.262 | 114.011 | 164.643 | 154.317 | 134.617 |
| İl    | 1.076.347 | 973.314 | 910.282 | 853.177 | 789.255 | 749.669 | 708.342 | 670.669 | 45.685  | 36.005  | 33.894  | 30.010  | 26.699  | 25.448  |

## Persönlichkeiten
- Şinasi Tekin (1933–2004), Turkologe, Ethnologe und Sprachwissenschaftler
- Hüseyin Ertunç (1947–2018), bildender Künstler und Jazzmusiker
- Gizem Akgöz (* 2001), Leichtathletin